# Павлов, Михаил Владимирович
Михаи́л Влади́мирович Па́влов (20 марта 1934, Иркутск — 13 января 1984, Ленинград) — советский актёр театра, мастер художественного слова, народный артист РСФСР.

## Биография
Михаил Владимирович Павлов родился 20 марта 1934 года в Иркутске. В 1947 году поступил в Ленинградское ремесленное училище и в то же время занимался в Студии художественного слова при Доме культуры профтехобразования (педагог Е. Леонтьева).
В 1953—1956 годах учился в Ленинградском театральном институте (класс Л. Макарьева). Будучи на 1-м курсе, стал лауреатом Всероссийского конкурса чтецов, посвящённого В. В. Маяковскому за композицию по поэме «Хорошо», а на 2-м курсе уже работал чтецом в Ленинградской филармонии.
В 1956—1957 годах играл в Ленинградском театре им. Ленинского комсомола (сейчас театр «Балтийский дом»). В 1957 году перешёл в Театр драмы им. Пушкина, где играл в спектакле «Они знали Маяковского» В. Катаняна. Вскоре решил оставить театр и посвятил себя художественному слову.
Много работал на эстрадных концертах. Постоянно участвовал в авторских вечерах Е. Евтушенко, А. Вознесенского, Р. Рождественского, А. Прокофьева, В. Шефнера, А. Чепурова, М. Дудина, Л. Хеустова.
В своём творчестве предпочитал сольные концерты. Вечера советской поэзии строил по хронологическому принципу. Создал концерт-монографию, посвящённый поэзии Маяковского.
С 1975 года обратился к жанру театра одного актёра, создал с режиссёром А. Белинским спектакль «Сирано де Бержерак» Эдмона Ростана.
Умер 13 января 1984 года в Ленинграде, похоронен на Южном кладбище.

### Семья
- Жена — Наталия Борисовна Павлова (1941—2008).

Могила Павлова на Южном кладбище Санкт-Петербурга.

## Награды и премии
- Лауреат Всероссийского конкурса чтецов, посвящённого В. В. Маяковскому.
- 1-я премия Всесоюзного конкурса чтецов (1958).
- Заслуженный артист РСФСР (9.04.1968).
- Народный артист РСФСР (11.02.1976).